# Luigi Guido
Luigi Guido (* 5. března 1968 Novi Ligure) je bývalý italský zápasník–judista.

## Sportovní kariéra
S judem začínal v dětství ve Valenze pod vedením Mario Giardiho. Vrcholově se připravoval v tréninkovém středisku vojenské policie CS Carabinieri. V italské reprezentaci se pohyboval od roku 1990 v polotěžké váze do 95 (100) kg. Celou svojí sportovní kariéru patřil mezi širší světovou špičku a jako u většiny Italů jeho forma rapidně rostla s blížící se olympijskou kvalifikací. Na olympijské hry se kvalifikoval v roce 1992, 1996 a 2000. Nejlepšího výsledku dosáhl na olympijských hrách v Sydney v roce 2000, kde vypadl až v semifinále s Japoncem Kóseiem Inouem. V boji o třetí místo nezachytil minutu před koncem o-soto-gari Rusa Jurije Sťopkina a obsadil 5. místo. Vzápětí ukončil sportovní kariéru. Věnuje se trenérské práci.

## Výsledky
| Turnaj             | 1990           | 1991           | 1992           | 1993           | 1994           | 1995           | 1996           | 1997           | 1998           | 1999           | 2000           |
| Turnaj             | 22             | 23             | 24             | 25             | 26             | 27             | 28             | 29             | 30             | 31             | 32             |
| Turnaj             | polotěžká váha | polotěžká váha | polotěžká váha | polotěžká váha | polotěžká váha | polotěžká váha | polotěžká váha | polotěžká váha | polotěžká váha | polotěžká váha | polotěžká váha |
| ------------------ | -------------- | -------------- | -------------- | -------------- | -------------- | -------------- | -------------- | -------------- | -------------- | -------------- | -------------- |
| Olympijské hry     |                |                | úč.            |                |                |                | úč.            |                |                |                | 5.             |
| Mistrovství světa  |                | úč.            |                | —              |                | úč.            |                | úč.            |                | úč.            |                |
| Mistrovství Evropy | úč.            | —              | 3.             | 5.             | úč.            | úč.            | úč.            | 7.             | 7.             | 7.             | 5.             |